# Malibran Patera
La Malibran Patera è una struttura geologica della superficie di Venere.